# Diélectrimètre
Le diélectrimètre est un appareil mesurant la rigidité diélectrique entre deux parties conductrices (appelée aussi « tenue en tension ») lors d'essais diélectriques.

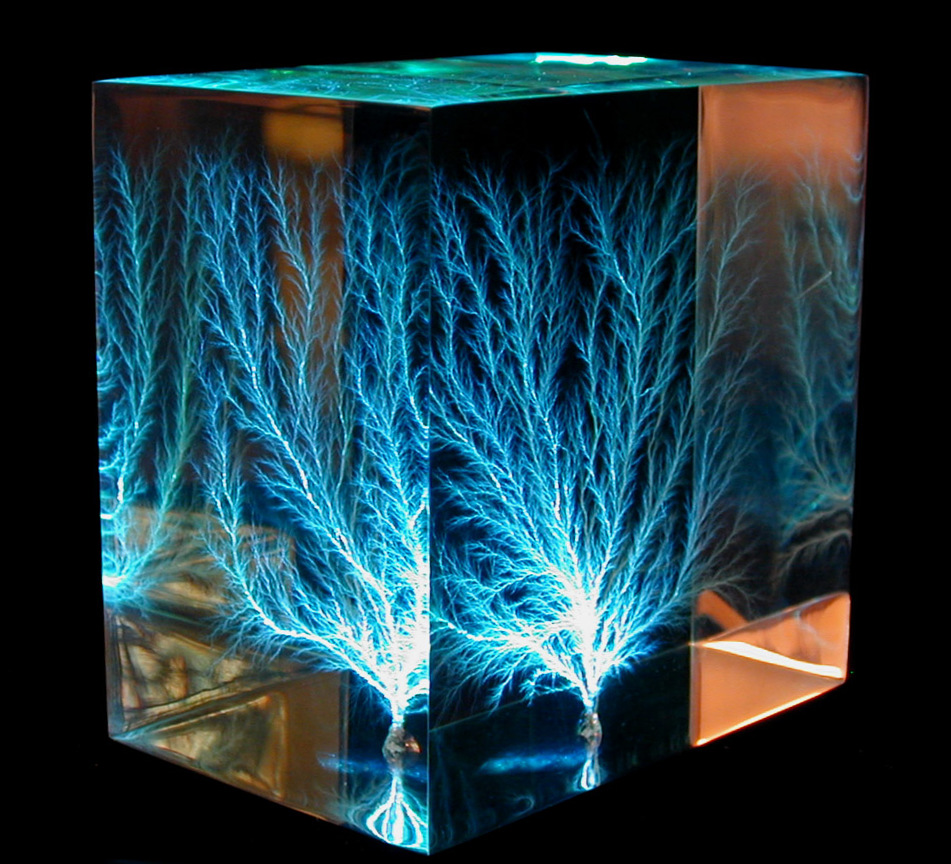
Figure de Lichtenberg, trace du claquage diélectrique dans un solide, ici obtenu délibérément à fin décorative.

## Fonctionnement
La mesure de la rigidité électrique s'effectue en observant à quel niveau tension ce produit un mouvement de courant au travers du milieu soumis au test. Pour être capable de mesurer les niveaux d'isolement importants et les fortes résistances électriques ; il faut utiliser un générateur de haute tension. Ce générateur force le passage d'un courant suffisant pour être mesurable. Le dielectrimètre est donc constitué d'un générateur de haute tension avec un ampèremètre très sensible. 
Le dielectrimètre génère des formes d'ondes spécifiques telles que des tensions continue ou alternatives à diverses fréquences. C'est par ces formes d'ondes multiples qu'il se différencie du simple mégohmmètre. Cet appareil de mesure est traditionnellement utilisé lors des essais diélectriques sur les équipements fonctionnant en haute ou très haute tension et avec des isolants gazeux, solides ou liquides,. Les tests peuvent être destructif ou non et son normalisé.

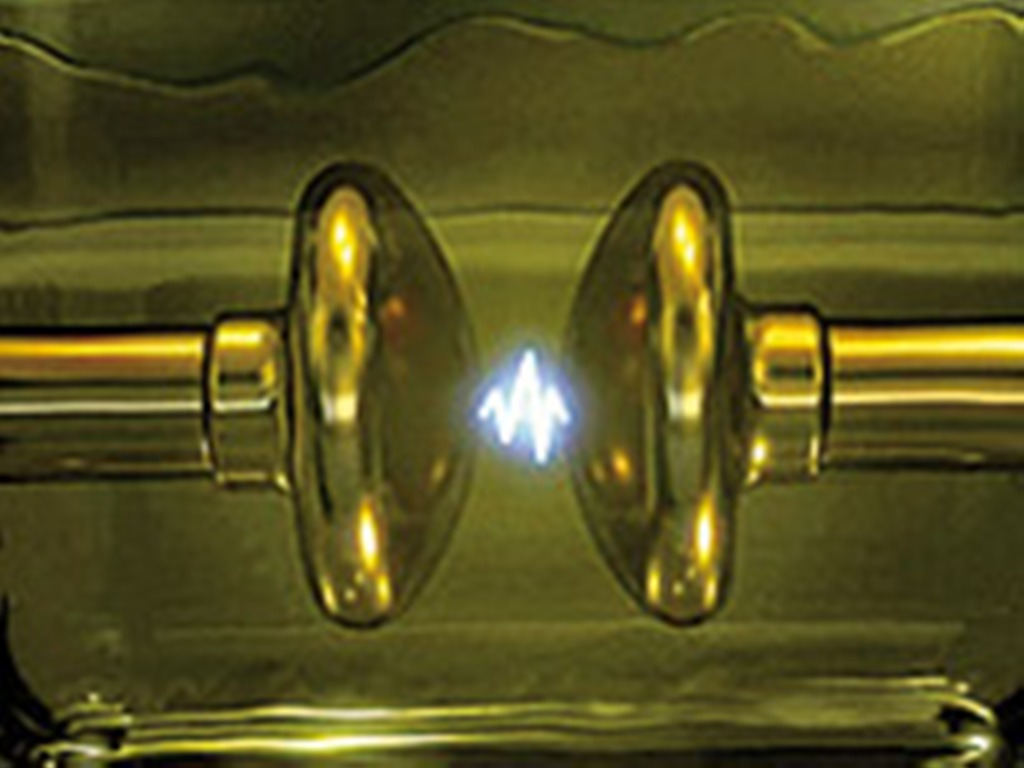
Mesure de la rigidité électrique d'une huile minérale

## Variantes
Le spintermètre est une variante du dielectrimétre qui permet d’effectuer des tests de rigidité diélectrique sur des échantillons d’huiles,.
Le mégohmmètre est un ohmmètre spécifique destiné aux mesures de forte résistance d'isolement électrique avec des tensions continue habituellement plus faible que celles utilisées par le diélectrimètre.